# Mastín español
De mastín español is een hondenras.

## Geschiedenis
De oorsprong van de mastín español is niet bekend, maar zoals de andere doggen van het Iberische schiereiland stamt hij waarschijnlijk van honden af die de Grieken rond 2000 jaar geleden naar Spanje brachten. In Spanje wordt hij als beschermhond voor kudde en huis gewaardeerd.

## Uiterlijk
De mastín español heeft kleine, hangende oren. De vacht is van gemiddelde lengte en komt in de kleuren reebruin, rood, zwart/wit, rood gestroomd en zwart gestroomd voor. Het zijn grote honden. Reuen hebben een schofthoogte van 78 tot 88 cm met een gewicht van 75 tot 85 kg. Teven zijn 72 tot 82 cm hoog en wegen 65 tot 75 kg.

## Verzorging
In de ruiperioden regelmatig borstelen en de gehoorgangen nazien op vuil.

## Opvoeding
Een mastín español is geen hond voor beginners: hij heeft een eigenaar nodig die van nature evenwicht en rust uitstraalt.

## Beweging
Deze hond heeft een groot terrein nodig om zich in zijn element te voelen en houdt ervan om buiten te zijn.
Dankzij zijn dikke vacht van stokhaar met veel ondervacht heeft hij het niet snel koud.
Affenpinscher ·
Aidi ·
Anatolische herder ·
Appenzeller sennenhond ·
Argentijnse dog ·
Berner sennenhond ·
Bordeauxdog ·
Boxer ·
Broholmer ·
Bullmastiff ·
Ca de Bou ·
Cane corso ·
Cão da Serra da Estrela ·
Cão de Castro Laboreiro ·
Centraal-Aziatische owcharka ·
Cimarrón Uruguayo ·
Ciobanesc Romanesc de Bucovina ·
Deens-Zweedse boerderijhond ·
Dobermann ·
Dogo Canario ·
Duitse dog ·
Duitse pinscher ·
Dwergpinscher ·
Dwergschnauzer ·
Engelse buldog ·
Entlebucher sennenhond ·
Fila brasileiro ·
Grote Zwitserse sennenhond ·
Hollandse smoushond ·
Hovawart ·
Kaukasische owcharka ·
Kraški ovčar ·
Landseer ECT ·
Leonberger ·
Mastiff ·
Mastín del Pirineo ·
Mastín español ·
Mastino napoletano ·
Middenslagschnauzer ·
Newfoundlander ·
Oostenrijkse pinscher ·
Pyrenese berghond ·
Rafeiro do Alentejo ·
Riesenschnauzer ·
Rottweiler ·
Šarplaninac ·
Shar-pei ·
Sint-bernard ·
Tibetaanse mastiff ·
Tornjak ·
Tosa ·
Zwarte Russische terriër